# Plimob
Plimob este o companie producătoare de scaune pliante și mic mobilier din lemn din Sighetu Marmației din județul Maramureș.
În anul 2011, volumul anual prelucrat de companie era de 40.000 de metri cubi de cherestea, Plimob utilizând în procesul de fabricație specii lemnoase precum fagul, stejarul sau mesteacănul.
Producția anuală a companiei era de aproximativ două milioane de scaune, la o capacitate lunară de producție de 180.000-200.000 de unități.
Număr de angajați:
- 2012: 1.433 [3]
- 2009: 1.200 [1]

Cifra de afaceri:
- 2012: 34,3 milioane euro [3]
- 2011: 28,4 milioane euro [3]
- 2010: 18,5 milioane euro [4]
- 2008: 23 milioane euro [1]